# Estação Congrés

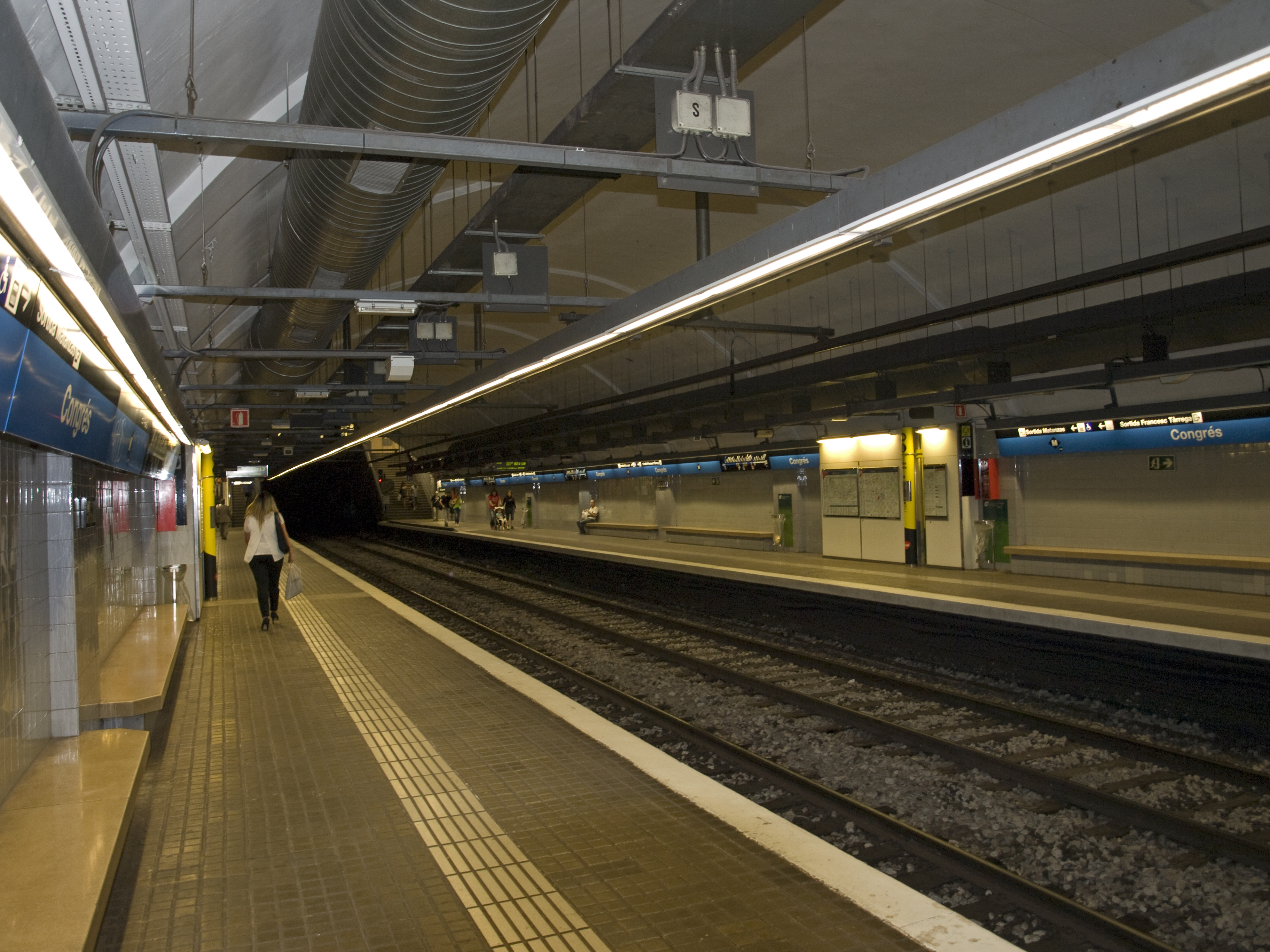
Estação Congrés em 2015

Congrés é uma estação da linha Linha 5 do Metro de Barcelona.

## História
A estação Congrés foi projetada pela primeira vez em 1953, quando a Câmara Municipal de Barcelona criou uma nova linha de metrô, denominada Transversal Alto. Essa estação fazia parte de um ramal que ligaria a estação Sagrera, que atendia o Metropolitan Transversal (atualmente linha 1) e uma nova estação na Plaza de Ibiza no bairro da Horta, com quatro estações intermédias: Vilapiscina (atual Vilapicina), Virrey Amat (atual Virrei Amat), Maragall e Viviendas de Congreso. Esta última chamava-se Garcilaso no projeto inicial, 4por se situar naquela rua, embora tenha recebido o nome de bairro onde se situaria, Viviendas del Congreso, então em construção.
Em 27 de maio de 1955, as obras de construção do trecho entre Sagrera (atual La Sagrera) e Vilapiscina , passando por Viviendas del Congreso, foram adjudicadas à empresa Ferrocarril Metropolitano de Barcelona. Quatro anos depois, no dia 21 Julho de 1959, esta nova linha do metrô de Barcelona foi inaugurada. A cerimônia de inauguração foi presidida pelo prefeito da cidade, José María de Porcioles, e pelo arcebispo de Barcelona, Gregorio Modrego, que foi o principal promotor da criação das Casas de Congresso e que abençoou as novas instalações. A comitiva inaugural viajou pela nova linha em um comboio da série 600, parando no Congresso para visitar o bairro.
Em 1961, após a fusão das duas empresas que operavam o metrô de Barcelona (Gran Metropolitano de Barcelona SA e Ferrocarril Metropolitano de Barcelona SA), a linha Sagrera-Vilapiscina foi renomeada como Linha II. Em junho de 1970, a Linha II foi absorvida pela Linha V, que em 1982 adotou o algarismo arábico e foi rebatizada de Linha 5, enquanto esta estação catalanizou seu nome pelo Congrés.

## Acessos à estação
- Matanzas
- Francesc Tàrrega